# Социализъм с китайски характеристики
Социализмът с китайски характеристики (на китайски: 中国特色社会主义), което означава социализъм, адаптиран към китайските условия, е официалната идеология на Китайската комунистическа партия (ККП) и се базира върху научния социализъм. Тази идеология поддържа създаването на социалистическа пазарна икономика, доминирана от публичния сектор, тъй като Китай е, по думи на ККП, основния етап на социализъм. Правителството на Китайската народна република (КНР) твърди, че не е изоставило марксизма, а е развило много от термините и концепциите на марксистката теория според новата икономическа система. ККП твърди, че социализмът е съвместим с тези икономически политики. Според текущото китайско комунистическо мислене, Китай е в основния етап на социализъм – виждане, което обяснява гъвкавите икономически политики на правителството на КНР за развитие на индустриализирана нация.